# Juan Carreño de Miranda

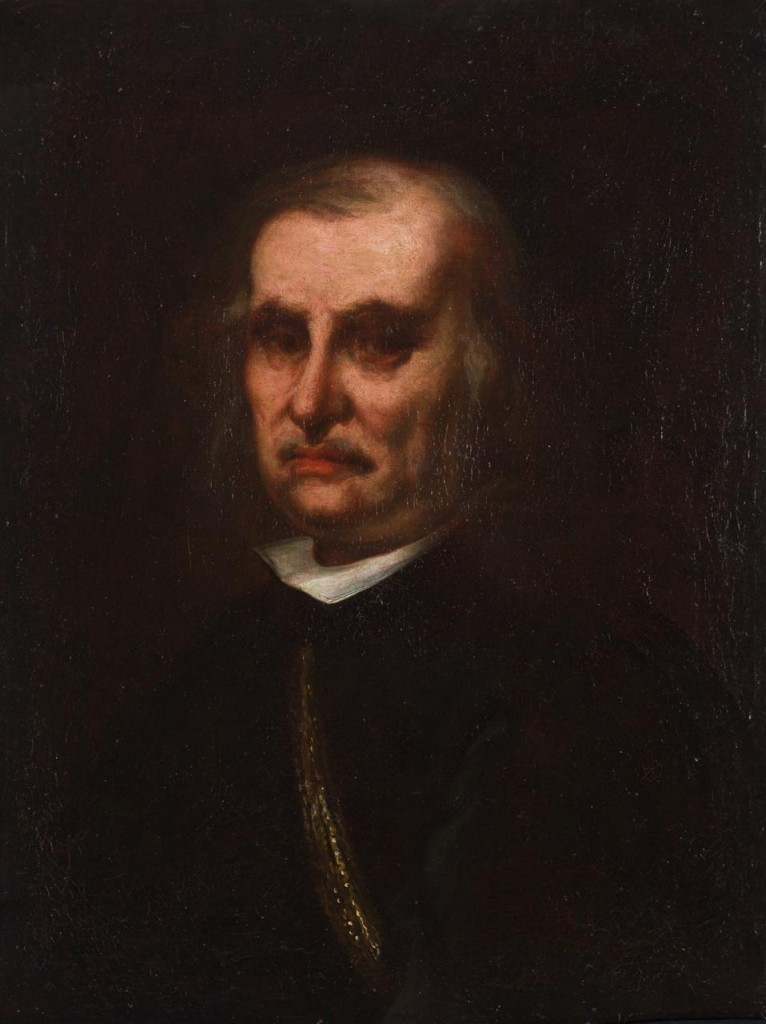
Självporträtt.

Juan Carreño de Miranda, född 25 mars 1614 i Avilés, död 3 oktober 1685 i Madrid, var en spansk barockmålare.
Carreño de Miranda upptog efter Velázquez rollen som Madrids främste porträttmålare. Man ser tydliga influenser av Anthonis van Dyck i hans måleri. Utöver porträtt målade han även religiösa och mytologiska bilder. Juan Carreño de Miranda är representerad vid bland annat Nationalmuseum i Stockholm.